# Premio Salambó
El Premio Salambó fue un galardón literario en lengua castellana y lengua catalana que se otorgaba cada año en Barcelona, entre los años 2000 a 2008, al mejor libro de narrativa publicado en España durante el año anterior. Estaba convocado por el Club Cultura de la FNAC y el Café Salambó de Barcelona, con la colaboración del Ayuntamiento de Barcelona.
El premio, sin dotación económica, era otorgado por la votación de un jurado formado por quince escritores de prestigio, pertenecientes a las diversas generaciones y tendencias del panorama literario de España e Hispanoamérica. El "Premio Salambó" tiene la peculiaridad de ser el único premio de narrativa de España cuyo ganador era decidido por los propios autores.
En 2008 fue el último año que se concedió.

## Historial

### Premios en castellano
| Edición | Año  | Obra ganadora                | Autor                    |
| ------- | ---- | ---------------------------- | ------------------------ |
| VIII    | 2008 | Todos los cuentos            | Cristina Fernández Cubas |
| VII     | 2007 | La glorieta de los fugitivos | José María Merino        |
| VI      | 2006 | El abrecartas                | Vicente Molina Foix      |
| V       | 2005 | Contra natura                | Álvaro Pombo             |
| IV      | 2004 | 2666                         | Roberto Bolaño           |
| III     | 2003 | Capital de la gloria         | Juan Eduardo Zúñiga      |
| II      | 2002 | Tu rostro mañana             | Javier Marías            |
| I       | 2001 | Soldados de Salamina         | Javier Cercas            |

### Premios en catalán
| Edición | Año  | Obra ganadora              | Autor                 |
| ------- | ---- | -------------------------- | --------------------- |
| V       | 2008 | Desfent el nus del mocador | Ramon Erra            |
| IV      | 2007 | L'home manuscrit           | Manuel Baixauli       |
| III     | 2006 | Un home de paraula         | Imma Monsó            |
| II      | 2005 | Les amnésies de Déu        | Joan-Daniel Bezsonoff |
| I       | 2004 | Olympia a mitjanit         | Baltasar Porcel       |